# Бокарёв, Юрий Павлович
Ю́рий Па́влович Бокарёв (5 сентября 1947 — 16 ноября 2018) — советский и российский историк, доктор исторических наук, профессор кафедры мировой экономики экономического факультета Института экономики, управления и права РГГУ.

## Биография
В 1971 году окончил исторический факультет Московского государственного университета им. М. В. Ломоносова. В том же году он поступил в аспирантуру Института истории СССР АН СССР (в дальнейшем — Институт российской истории РАН), после окончания которой, в 1974 году, стал сотрудником этого института (работал до 2016 г.). Там же Ю. П. Бокарёв в 1975 г. защитил кандидатскую диссертацию «Бюджетные обследования 1920-х годов как исторический источник», а в 1991 году — докторскую диссертацию «Взаимоотношения между социалистической промышленностью и мелким крестьянским хозяйством в СССР в 1920-е годы». До последних дней он оставался членом диссертационного совета ИРИ РАН. В 2006 г. Ю. П. Бокарёв стал заведующим сектором экономической истории Центра методологических и историко-экономических исследований Института экономики РАН.
Продолжительное время Ю. П. Бокарёв работал на кафедре мировой экономики экономического факультета Института экономики, управления и права Российского государственного гуманитарного университета читал курсы лекций «Государство и экономика: теории и мировой опыт», «Политические проблемы мировой экономики»; с 2016 г. на кафедре экономической теории Института экономики РАН преподавал учебную дисциплину «Методология экономических исследований».

## Научная деятельность
Специализировался в области изучения экономической истории, истории экономических реформ, источниковедения, исторической информатики и применения математических методов в экономической истории. Он являлся автором более 200 научных и научно-популярных публикаций, в том числе монографий: «Социалистическая промышленность и мелкое крестьянское хозяйство в 20-е годы» (М., 1989); «СССР и становление постиндустриального общества на Западе (1970-е — 1980-е годы)» (М., 1996), «СССР и формирование постиндустриального общества на Западе» (М., 2007); «Экономические последствия распада Российской империи в результате первой мировой войны» (М., 2009), «Русский рубль. Два века истории. XIX—XX вв.» (М., 1994, в соавторстве) и других. Им внесен большой личный вклад в подготовку коллективных монографий и многотомных изданий: «Денежное обращение России. В трёх томах» (М., 2010); «История железнодорожного транспорта России, XIX—XXI вв.» (М., 2012); «Великая Отечественная война 1941—1945 годов. В 12 томах. Том второй. Происхождение и начало войны» (М., 2012) и других. Под редакцией Ю. П. Бокарёва с 2012 г. стал выходить ежегодник «История мировой экономики», в котором публиковались статьи разных авторов по самым актуальным проблемам экономической истории.
С 2012 года он руководил работой двух семинаров: 1) «Теория и практика экономических реформ» (с 2016 г. — «Институциональные изменения и экономическое развитие»); 2) «Деньги и денежное обращение в период формирования национальных денежных систем».